# 桑乾河
桑乾河（そうかんが、簡体字: 桑干河, 拼音: Sānggān hé）は、中華人民共和国の山西省北部と河北省西北部を流れる河川のひとつで、海河水系に属する。北京市西部から天津市を流れる永定河の主な支流である。
桑乾河という名は、毎年桑の実が熟する時期になると川が涸れることからきているとされる。また永定河は隋代には桑乾河と呼ばれていた。桑乾河は唐の詩人賈島の『度桑乾』（桑乾を渡る）や近代の小説家・丁玲の1948年の代表作『太陽照在桑乾河上』などの舞台になっている。
源流は山西省北部を流れる元子河および恢河で、朔州市で合流して桑乾河と呼ばれるようになる。大同市を経て河北省北部の張家口市懐来県に入り、朱官屯で洋河と合流して永定河となる。永定河は官庁ダムを経て北京西部へと流れ、最終的には海河を経て渤海に注ぐ。長さは506km、流域面積は23,900平方km。
主な支流には壺流河、御河、渾河などがある。また本流には冊田ダム（冊田水庫）が建設されている。
華北や中国では水不足や河川の枯渇が重要な問題になっているが、大同などを流れる桑乾河も1997年以後、ほとんど涸れ川となってしまった状態である。主な原因には以下のようなものが考えられる。
1. 上流の植生が破壊され砂漠化が進み、土壌流出も起こり、保水力が落ちて桑乾河の流量が保持できない状態となった。
2. 上流にダムができたため、ダムから下流に水が流れなくなった。
3. 地下水のくみ上げすぎにより、桑乾河の地下水からの補給がなくなった。